# Killer Queen
"Killer Queen" é uma canção da banda de rock britânica Queen. Composta pelo vocalista e pianista Freddie Mercury, faz parte do álbum Sheer Heart Attack de 1974.
Lançada como single, foi um dos primeiros sucessos da banda, alcançando o segundo lugar nas paradas britânicas e o décimo primeiro lugar nos Estados Unidos. Em 1986 foi lançada como Lado B de "Who Wants to Live Forever".
A música fala sobre a vida de uma prostituta da alta classe. O solo de guitarra dessa canção é considerado um dos mais originais do rock, e quase sempre está frequente entre as listas de melhores solos de guitarra.

## Ficha técnica
Banda
- John Deacon - baixo
- Freddie Mercury - vocais, piano e composição
- Brian May - vocais de apoio e guitarra
- Roger Taylor - bateria e vocais de apoio